# 林一夫 (実業家)
林  一夫（はやし かずお、1900年 <明治33年> 10月12日 - 1978年 <昭和53年> 7月14日）は、日本の経営者。山口県出身。位階は正四位。

## 経歴
1925年に東京帝国大学経済学部経済学科を卒業し、同年に三井銀行に入行。1941年に日本鉱業に転じ、1946年に取締役に就任し、1949年に常務、1959年に専務を経て、1960年から1965年8月までに副社長を務め、1964年2月には帝石石油社長に就任。1965年8月から1969年5月までに共同石油社長も務めた。
1965年10月に藍綬褒章を受章し、1970年11月に勲二等旭日重光章を受章。
1978年7月14日心不全のために死去。77歳没。死没日付をもって正四位に叙された。